# Szentendrei Festők Társasága
A Szentendrei Festők Társasága 1928. január 28-án alakult meg Bánáti József budapesti műtermében. Elnöküknek Iványi-Grünwald Bélát választották meg, alelnöknek Szentendre mindenkori polgármesterét, 1928-ban dr. Strazsinszky Lászlót. Egy évvel később, 1929-ben ugyanez a társaság megalapította a szentendrei művésztelepet. Az alapító tagokhoz szorosabb vagy lazább szálakkal a későbbiek során nagyon sok Szentendrén alkotó művész kötődött.

## Története
A társaság megalakulásának története nem egyik pillanatról a másikra zajlott. Már a Trianoni döntések után érlelődött a gondolat, hogy Nagybánya mellett egy másik vidéki, természeti látnivalókban gazdag helyet kellene találni, az 1920-as évek közepétől egyre többen mentek festeni a budapesti Képzőművészeti Főiskola hallgatói közül. Vezetőjüknek Iványi-Grünwald Bélát tekintették.
A a szentendrei művésztelep alkotóit 1945-ig  a Szentendrei Festők Társasága képviselte. 1945 után sok új tagja lett a társaságnak, a művésztelep újjászervezésében tevékeny részt vett például Bánovszky Miklós, Barcsay Jenő, Kántor Andor és Onódi Béla. 1948, a „fordulat éve” véget vetett a társaság működésének, és megalakult az egész ország képzőművészeti, iparművészeti tevékenységét szervező, irányító, finanszírozó és ellenőrző Magyar Képzőművészek és Iparművészek Szövetsége.

## Alapító tagok
- Bánáti Sverák József
- Bánovszky Miklós
- Heintz Henrik
- Jeges Ernő
- Onódi Béla
- Paizs Goebel Jenő
- Pándy Lajos
- Rozgonyi László

## Később csatlakozott társasági tagok (válogatás)
- Barcsay Jenő (1929)
- Deli Antal
- Kántor Andor
- Vajda Lajos
- Korniss Dezső
- Czóbel Béla